# Vollenhovia pertinax
Vollenhovia pertinax é uma espécie de formiga do gênero Vollenhovia, pertencente à subfamília Myrmicinae.